# Margariscus margarita
Margariscus margarita är en fiskart som först beskrevs av Cope, 1867.  Margariscus margarita ingår i släktet Margariscus och familjen karpfiskar. Inga underarter finns listade i Catalogue of Life.